# Tipkovnica
Tipkovnica je skup tipaka koje su organizirane u jednu cjelinu, a njihova svrha je omogućiti slanje signala nekom stroju ili uređaju. Svaka tipka na tipkovnici obično ima jedinstvenu funkciju, ali u praksi zbog komfornosti operatera i praktičnosti, u izgradnji tipkovnice nekim tipkama dodjeljuje se više funkcija, a isto tako je moguće imati tipku s istom funkcijom na više mjesta. Tipkovnica je jedna od čestih ulaznih jedinica kod računala. 
Tipkovnicu čine slovnobrojčane tipke, funkcijske tipke, brojčane tipke, kontrolne tipke i navigacijske tipke. Neke tipkovnice imaju tipke pomoću kojih se može pristupiti nekoj datoteci, programu i sl.  
Tipkovnica se obično koristi za unošenje teksta, a također je jedna od glavnih uređaja za kontrolu likova u računalnim igrama, a uglavnom se koriste strelice ili slova W,A,S i D.
Pored ostalog, tipkovnica se koristi i za zadavanje zapovijedi računalu. Primjerice, na nekim starijim inačicama Windowsa, pod Linuxom i MS-DOS-om kombinacijom tipaka Ctrl+Alt+Del računalo se može ponovno pokrenuti.
Postoji puno različitih standarda za raspored simbola na tipkama.

## Gaming tipkovnica
Gaming tipkovnica je mala, pomoćna tipkovnica namijenjena samo igranju. Ima ograničen broj izvornih tipki sa standardne tipkovnice, a poredane su na više ergonomski način kako bi se olakšale brze i učinkovitije igraće pritiske tipki. Najčešće korištene tipke za igranje na računalu su 'W', 'A', 'S', 'D', a tipke su blizu i pored ovih tipki. Ove tipke i stil korištenja tipkovnice nazivaju se WASD. 
Gaming tipkovnica ne samo da će optimizirati WASD izgled, već će često sadržavati dodatne funkcije, poput kontrole glasnoće, Esc. i tipke F1 – F12.

## Glazbena tipkovnica (klavijatura)
Glazbena tipkovnica je skup susjednih potisnih poluga ili tipki na glazbenom instrumentu. 
Tipkovnice obično sadrže tipke za sviranje dvanaest nota zapadne glazbene ljestvice, s kombinacijom većih, duljih tipki i manjih, kraćih tipki koje se ponavljaju u intervalu oktave. 
Pritiskom na tipku na tipkovnici instrument stvara zvukove - bilo mehaničkim udaranjem u žicu ili zub ( akustični i električni glasovir, klavichord ), čupanjem žice ( čembalo ), uzrokujući protok zraka kroz orgulje cijevi, udarajući u zvono ( carillon ), ili, na električnim i elektroničkim tipkovnicama, dovršavanje kola ( Hammond orgulje, digitalni klavir, sintisajzer ). Budući da je klavirski instrument koji se najčešće susreće klavir, raspored tipkovnice često se naziva klavirskom tipkovnicom .

## Vrste tipkovnica
- numeričke tipkovnice
  - dekadna tipkovnica
  - heksadecimalna tipkovnica

- alfanumeričke tipkovnice
  - AZERTY tipkovnica
  - QWERTY tipkovnica
  - QWERTZ tipkovnica
  - Dvorakova tipkovnica

- specijalističke tipkovnice
  - Braileova tipkovnica

- PC tipkovnice
  - XT83 / Olivetti M24 / 102
  - AT84
  - Extended 101
  - Extended 102
  - Windows 104

## Poveznice
- računarstvo
- Alt Gr